# Баранец (деревня)
Баранец — нежилая деревня на юго-западе Торопецкого района Тверской области. Входит в состав Скворцовского сельского поселения.

## География
Деревня расположена в 25 км (по автодороге — 33 км) к западу от районного центра Торопец. Находится на правом берегу реки Добша. Ближайшие населённые пункты — деревни Новая, Орешенки и Давыдово.

## История
Ранее в деревне находилась каменная двухпрестольная церковь Вознесения Господня. Построена в 1777 году. Церковь не сохранилась. Год утраты не установлен. Сохранились следы фундамента церкви на сельском кладбище и ворота церковной ограды.

## Климат
Деревня, как и весь район, относится к умеренному поясу северного полушария и находится в области переходного климата от океанического к материковому. Лето с температурным режимом +15…+20 °С (днём +20…+25 °С), зима умеренно-морозная −10…−15 °С; при вторжении арктического воздуха до −30…-40 °С.
Среднегодовая скорость ветра 3,5—4,2 метра в секунду.

## Население
| 2010 |
| ---- |
| 0    |